# María Elena González
María Elena González (La Habana, 1957) es una artista cubano-estadounidense conocida por sus instalaciones escultóricas.  Emigró a Estados Unidos en 1968.  En 1999, González recibió un gran reconocimiento por su escultura al aire libre, Magic Carpet/Home, Casa de Alfombra/Mágica. Encargada por el Fondo de Arte Público, se instaló originalmente en Brooklyn, Nueva York, y posteriormente en Pittsburgh, Pensilvania y Los Ángeles, California. En el verano de 2005, González fue miembro residente del profesorado de la Escuela de Pintura y Escultura de Skowhegan. En 2005 y 2008, también fue miembro visitante del cuerpo docente de la Cooper Union School of Art. En la actualidad enseña en el Instituto de Arte de San Francisco.

## Biografía
González se licenció en 1979 en la Universidad Internacional de Florida y obtuvo un máster en escultura en 1983 en la Universidad Estatal de San Francisco. Realizó su primera exposición individual en Nueva York en 1991 en el Nuyorican Poets Café.
González fue becaria Guggenheim (2006) y ha recibido becas de numerosas fundaciones, como Anonymous Was a Woman, Creative Capital, Pollock-Krasner, Joan Mitchell, New York Foundation for the Arts y Penny McCall. Además, ha sido comisaria de escultura de la Comisión de Diseño de la ciudad de Nueva York. González ha impartido clases en la Cooper Union School of Art y en la Skowhegan School of Painting and Sculpture, entre otras, y actualmente es profesora titular y presidenta del Departamento de Escultura del San Francisco Art Institute.
En 1999,  recibió un amplio reconocimiento por su escultura "Magic Carpet/Home", encargada por el Fondo de Arte Público, y por otra obra "You & Me" (2010), encargada por el Storm King Art Center. Su proyecto Tree Talk fue seleccionado para una presentación monográfica en la Muestra de Arte ADAA de 2016.
En 2017-2018, su obra fue presentada en Home So Different, So Appealing, presentada por el LA County Museum of Art (LACMA) y organizada en colaboración con el Museum of Fine Arts, Houston. Además, en 2017, la obra de González se expuso en el Museum of Latin American Art (MOLAA), en Relational Undercurrents: Contemporary Art of the Caribbean Archipelago [Como parte del programa de exposiciones Pacific Standard Time financiado por Getty], que viajó al Wallach Museum of Art de la Universidad de Columbia, al Frost Art Museum de la Universidad Internacional de Florida en Miami, FL, y al Portland Museum of Art en Portland, ME. Su instalación a tamaño de habitación Self-Service (1993-96) se recreó como parte de About Face: Stonewall, Revolt and the New Queer, comisariada por Jonathan Katz, en Wrightwood 659 en Chicago, IL, para celebrar el quincuagésimo aniversario de los disturbios de Stonewall en 2019.

## Estilo artístico
González entrelaza lo conceptual con una fuerte dedicación a la artesanía en sus complejas instalaciones y arreglos poéticos, explorando temas como la identidad, la memoria y la dislocación. A lo largo de sus treinta años de carrera, ha ganado el Premio de Roma (2003) y, más recientemente, el Gran Premio de la 30ª Bienal de Artes Gráficas de Liubliana, Eslovenia (2013). 
Su obra se encuentra en numerosas colecciones públicas, como el Kunstmuseum Basel, Suiza; el Museum voor Modern Kunst, Arnhem, Países Bajos; el Museum of Art, The Rhode Island School of Design, Providence, RI; el Museum of Arts and Design, Nueva York; y el Solomon R. Guggenheim Museum, Nueva York.

## Obra

### Exposiciones individuales[7]
- Galerie Gisèle Linder, Basel, Suiza (2005, 2009)
- Knoedler & Compañía, Nueva York (2006, 2008)
- El Proyecto, Nueva York (1999@–2006)
- El Museo Contemporáneo, Honolulu (ahora el Honolulu Museo de Arte Spalding Casa) (2006)[8]
- DiverseWorks, Houston, Museo de Arte de la Universidad de Memphis, Tennessee, y Arte en general, Nueva York (2002@–03)
- Centro para Arte y Cultura Visual, Universidad de Maryland, Baltimore (2002)
- El Bronx Museo de Arte (2002)
- Los Ángeles Exposiciones Contemporáneas (ENCAJE), un Proyecto de Fundación Capital Creativo, Los Ángeles (2002)
- Ludwig Fundación, Havana, Cuba (2000)
- Fondo de Arte público, Proyecto de Arte Público, Brooklyn (1999)
- El Museo del Barrio, Nueva York (1996@–97).

### Exposiciones de grupales
- El Kunstmuseum Solothurn, Suiza (2008)
- La Escuela de Museo de & Academia Nacional de Bellas artes, Nueva York (2008)
- El Solomon R. Guggenheim Museo, Nueva York (2007)
- Museo de Arte de la Miami (2005@–06)
- P.S. 1 / MoMA Centro de Arte Contemporáneo, Nueva York (2000, 2003)

### Colecciones públicas
- Kunstmuseum Basel, Suiza
- El Museo Contemporáneo, Honolulu, Hawái
- Maxine & Stuart Frankel Fundación para Arte, Bloomfield Cerros, Míchigan
- El Solomon R. Guggenheim Museo, Nueva York
- Museo de Arte, Escuela de Rhode Island de Diseño, Providencia
- Museo de Carolina del Norte de Arte, Raleigh
- Museo Biedermann, Donaueschingen, Alemania
- Museo voor Moderne Kunst, Arnhem, Netherlands
- La Escuela Nueva para Búsqueda Social, Nueva York
- Stedelijk Museo voor Actuele Kunst, Ghent, Bélgica

## Premios y reconocimientos
- Premio de Roma de la Academia Americana de Roma en 2003-04, y
- Becaria del  Guggenheim en 2006.
- En 2013 ganó el Gran Premio de la 30ª Bienal de Artes Gráficas de Liubliana (Eslovenia)